# Zorion batesi
Zorion batesi är en skalbaggsart som beskrevs av Sharp 1875. Zorion batesi ingår i släktet Zorion och familjen långhorningar. Inga underarter finns listade i Catalogue of Life.